# Маршфілд (округ Вуд, Вісконсин)
Маршфілд (англ. Marshfield) — місто (англ. town) в США, в окрузі Вуд штату Вісконсин. Населення — 763 особи (2020).

## Демографія
Згідно з переписом 2010 року, у місті мешкали 764 особи в 285 домогосподарствах у складі 231 родини. Було 297 помешкань
Расовий склад населення:
| - 98,2 % — білих - 0,3 % — корінних американців - 0,1 % — чорних або афроамериканців |

До двох чи більше рас належало 0,5 %. Частка іспаномовних становила 2,4 % від усіх жителів.
За віковим діапазоном населення розподілялося таким чином: 23,7 % — особи молодші 18 років, 61,5 % — особи у віці 18—64 років, 14,8 % — особи у віці 65 років та старші. Медіана віку мешканця становила 43,5 року. На 100 осіб жіночої статі у місті припадало 107,6 чоловіків;  на 100 жінок у віці від 18 років та старших — 101,0 чоловіків також старших 18 років.
Середній дохід на одне домашнє господарство  становив 85 116 доларів США (медіана — 68 000), а середній дохід на одну сім'ю — 90 280 доларів (медіана — 70 104). Медіана доходів становила 41 818 доларів для чоловіків та 36 339 доларів для жінок. За межею бідності перебувало 5,5 % осіб, у тому числі 0,0 % дітей у віці до 18 років та 12,0 % осіб у віці 65 років та старших.
Цивільне працевлаштоване населення становило 407 осіб. Основні галузі зайнятості: освіта, охорона здоров'я та соціальна допомога — 33,2 %, виробництво — 15,5 %, транспорт — 11,3 %, роздрібна торгівля — 9,1 %.